# LZ 129 «Гінденбург»
Дирижабль Гінденбург (нім. Hindenburg; Luftschiff Zeppelin #129) побудований 1936 року у Німеччині. Він став найбільшим у світі із коли-небудь побудованих пасажирських дирижаблів. Свою назву корабель отримав на честь президента Німеччини Пауля фон Гінденбурга. Мав бортовий номер LZ 129.
Свій перший політ «Гінденбург» здійснив 4 березня 1936 року.
6 травня 1937 року над авіабазою ВМС у Лейкгерсті (Нью-Джерсі) «Гінденбург» загорівся і зазнав аварії, внаслідок якої загинуло 35 із 97 людей, що були на його борту, а також одна людина на землі.

## Історія спорудження
«Я усе одно не можу повірити, що таке злетить» — слова одного з інженерів фабрики фон Цеппеліна у Фрідріхсгафені. 4 березня 1936 року з елінга для збирання дирижаблів вивели найбільший повітряний корабель — цепелін LZ 129 «Гінденбург». Це було найбільше повітряне судно з усіх, які коли-небудь піднімалися над землею. 245 метрів завдовжки і 41 метр у поперечнику; 190 000 м³ газу у балонах. Оснащений чотирма дизельними двигунами «Даймлер» потужністю 1100 к. с., цепелін здатен підняти у повітря до 90 тонн корисного вантажу і пролетіти понад 15 тисяч кілометрів, розвиваючи швидкість до 150 км/год за попутного вітру. Для тих часів це були неймовірні показники.
1909 року в Німеччині було створено першу у світі пасажирську трансатлантичну авіакомпанію АТ «Німецьке повітроплавання». «Гінденбург» став флагманом цієї компанії. Дирижабль розпочав польоти з пасажирами ще в травні 1936 року. Без якихось проблем йому вдалося здійснити перельоти до США та до Ріо-де-Жанейро. Тоді ж «Гінденбург» виконав найшвидший переліт через Атлантику — за 43 години. До травня 1937 року цепелін здійснив 37 рейсів через Атлантичний океан, доставивши до пунктів призначення близько 3000 осіб.
Подорож дирижаблем була досить комфортною. Кожному пасажирові відводилася окрема двомісна каюта з ліжком і окремою душовою кабіною. У корпусі цепеліна розташовувався ресторан із кухнею і салон із невеликим, спеціально виготовленим для дирижабля, полегшеним роялем. У куполі цепеліна було облаштовано прогулянкові балкони із великими панорамними вікнами, а в нижній частині корабля — оглядову кімнату. Обмежень було декілька. Перше із них — вага, тому замість ванн пропонувався душ, і все, що можливо, було виготовлено із алюмінію (навіть рояль, який важив усього 70 кг). Друге, і найважливіше обмеження — заборона куріння, яке на «Гінденбурзі», утім, як і на будь-якому іншому дирижаблі, буквально було загрозою для життя. Усі, хто перебував на борту, включно з пасажирами, перед посадкою були зобов'язані здавати сірники, запальнички та інші пристрої, здатні викликати іскру. Усі члени команди змушені були носити антистатичний верхній одяг і взуття на ізолювальній підошві.

## Катастрофа «Гінденбурга»

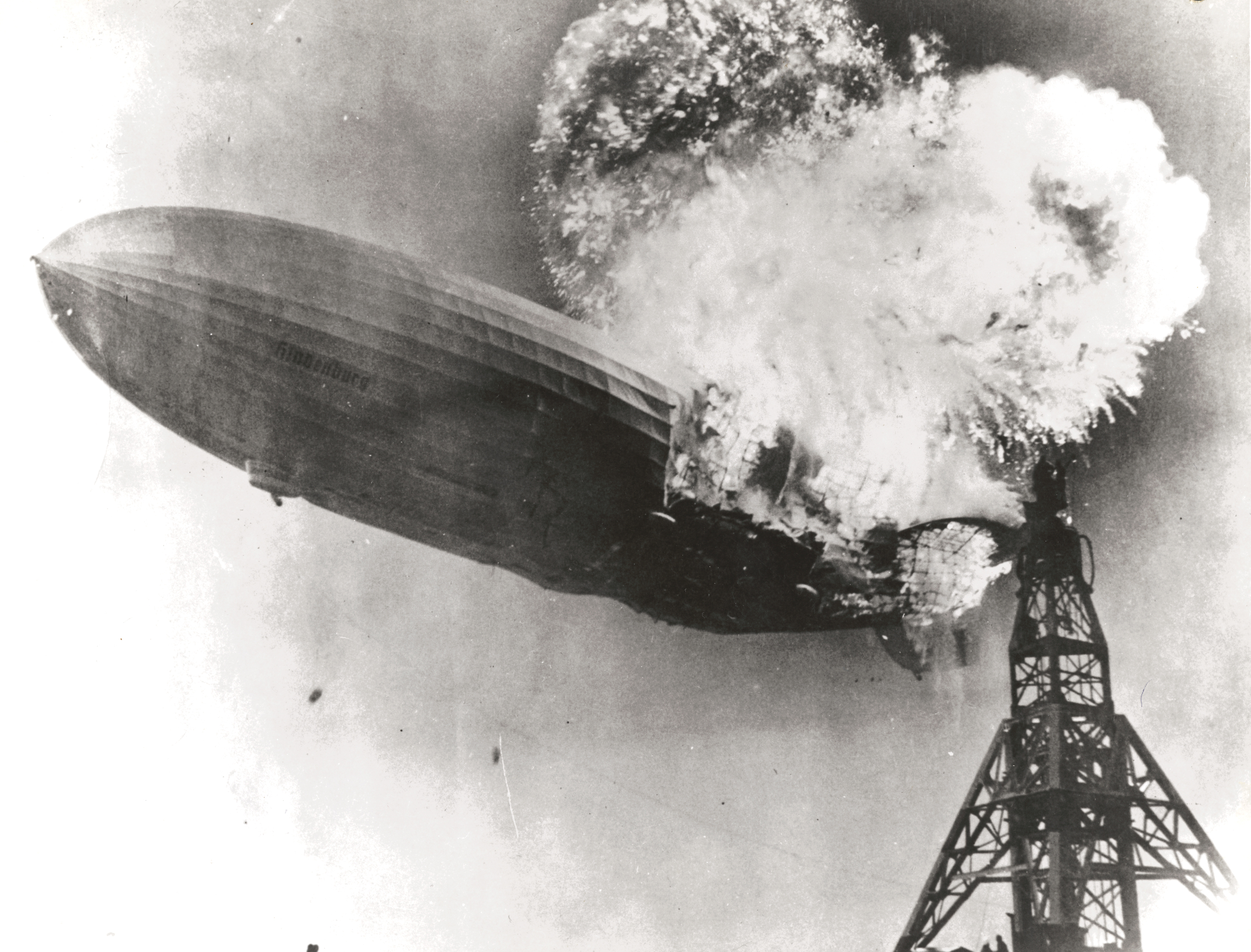
Катастрофа «Гінденбурга»

Увечері 3 травня 1937 року «Гінденбург» відкривав новий літальний сезон компанії. Для цепеліна цей політ виявився останнім. 36 пасажирів, вартість квитків для яких становила приблизно 800 доларів, обслуговували 14 стюардів на двох палубах, 22 механіки та 25 льотчиків. У багажному відділенні було близько 900 кг валіз, саквояжів та іншого ручного багажу. На рубці зайняв своє місце капітан корабля — Макс Прусс. Ветеран Першої світової війни, досвідчений пілот, окрім керування кораблем, мав суворо стежити за тим, щоб політ залишався горизонтальним.
Вилетівши з Німеччини й подолавши Атлантику за 77 годин, 6 травня 1937 року «Гінденбург» з'явився над Мангеттеном. Бажаючи задовольнити пасажирів і продемонструвати американцям дирижабль, капітан корабля підвів цепелін практично впритул до оглядового майданчика Емпайр-Стейт-Білдінг, де на повітряне судно очікували репортери й глядачі.
Покружлявши над містом, дирижабль попрямував у напрямку бази Лейкгерст, де мав здійснити посадку. Однак над полем була потужна гроза і керівник бази, відомий пілот дирижабля Чарльз Розендаль, не рекомендував капітанові Пруссу виконувати посадку. Цепелін пішов у напрямку Атлантік-Сіті і деякий час кружляв там, очікуючи дозволу на посадку. Нарешті о 19:00 «Гінденбургу» дозволили приземлитися. Проте дирижаблеві рекомендували не підходити до землі, а причалити до щогли.

О 19:11 дирижабль знизився до 180 метрів. О 19:19 дирижабль знизився до 60 метрів і підійшов до щогли. Із землі репортаж про прибуття дирижабля вів американський журналіст Герберт Моріссон.
Троси уже спущені і їх тримають люди на полі. Задні мотори продовжують працювати і стримують корабель, щоб… Господи, він спалахнув! Це жахливо! Полум'я піднялось до неба на п'ятсот футів… Кошмар. Жахливий кошмар. Усе в вогні… поглянь, Скотті, не затуляй мене… Ой, Отче, це жахливо! Отче, відійди ж, не затуляй. Будь ласка! Усе горить і уламки падають на причальну щоглу і на людей довкола… Це одна із найжахливіших катастроф у світі!
О 19:20 дирижабль урівноважили, після чого з його носа скинули причальні канати. Цієї ж миті у районі четвертого газового відсіку блиснув яскравий спалах. Через мить до неба зметнувся сліпучий стовп вогню. Він затьмарив слабке, приховане хмарами сонячне світло і небо від цього і від їдкого чорного диму стало о сьомій вечора чорним, як пізно вночі. Вогонь швидко поширився у напрямку носової частини, знищуючи найкрасивіше повітряне судно у світі і загрожуючи життю команди й пасажирів. Але завдяки величезним панорамним вікнам і малій висоті більшість пасажирів зуміли без серйозної небезпеки для життя повистрибувати на землю.
Капітан Прусс в умовах, що склалися, не розгубився і робив усе, аби збільшити шанси людей на порятунок. Завдяки майстерності капітана й екіпажу дирижабль певний час вдавалося утримувати в повітрі, після чого «Гінденбург» відносно акуратно впав на землю поряд зі швартувальною щоглою.
Серед 97 пасажирів і членів команди врятувались майже дві третини — 62 людини. За мить частину команди на чолі з капітаном притисло до землі палаючими уламками фюзеляжа. Сильно обпаленим, їм усе ж таки вдалося вибратися з-під уламків. У цій катастрофі загинув Ернст Леманн, голова компанії «Цепелін», що випустила дирижабль «Гінденбург». Капітан корабля Макс Прусс вижив, але його обличчя залишилося до кінця життя знівеченим до невпізнання.
Після катастрофи рештки дирижабля були перевезені до Німеччини. У 1938 році фірма «Цепелін» побудувала ще один дирижабль, практично цілкови́того близнюка «Гінденбурга». LZ-130 було названо «Граф Цеппелін». Але цьому дирижаблеві ніколи не судилося прийняти на борт пасажирів. Польоти на дирижаблях, заповнених воднем, заборонили.

## Причина катастрофи
Розслідуванням аварії займалися уряди США і Німеччини. Обидві сторони погодилися, що катастрофа сталася через витік водню: дріт каркаса розірвався і міг пробити обшивку. За офіційною версією, утворилася вибухонебезпечна суміш цього газу з повітрям, ймовірно, підпалена електричним розрядом, пов'язаним з грозовими погодними умовами. Проте ніхто з членів екіпажу, що вижили, не чув перед аварією запаху часнику. Цей запах мав би відчуватися при витіканні водню завдяки спеціальній добавці, що вводилася до складу газу для ідентифікації. Довгі роки цей факт породжував чутки про начебто зумисний підпал дирижабля американцями. На це натякав навіть міністр авіації Третього Рейху Герман Герінг. Так званий «синдром „Гінденбурга“» надовго підірвав репутацію водню, який пізніше намагалися використовувати як доступний і екологічно чистий вид палива. Сама катастрофа завдала смертельного удару всьому дирижаблебудуванню.
Через 60 років після катастрофи її причини розглянув доктор Аддісон Бейн з НАСА. Він керував водневою програмою у Космічному центрі ім. Дж. Ф. Кеннеді на мисі Канаверал і вважав, що офіційна версія загибелі дирижабля залишила багато запитань.
Кінозйомка трагедії ясно показувала, що дирижабль доволі повільно горів, спочатку зберігаючи горизонтальне положення. Лише через 34 секунди він впав на землю. Це не було схоже на вибух водню. Бейн як експерт знав, що такий вибух знищив би дирижабль миттєво, убивши всіх пасажирів і техперсонал на землі.
Майже всі очевидці говорять про дуже яскраве полум'я; багато хто порівнює його з феєрверком. Проте водень, що горить, при денному світлі практично непомітний. Бейн супроводжував на мисі Канаверал велику кількість запусків «шатлів»: полум'я було видно лише спочатку, коли прогоряє тверде паливо. А потім, коли спалахує водень, помітним є лише коливання повітря, як це видно під час спеки над асфальтними дорогами.
Нарешті, водень в 14 разів легший за повітря. Тому полум'я від нього підіймалося б високо над дирижаблем. Проте на плівці добре видно, як вогонь повзе вниз його корпусом, нагадуючи пивну піну, що виливається з кухля. Бейн розпочав власне розслідування. Він дістав фрагменти «Гінденбурга», включаючи уцілілі фрагменти його обшивки; опитав очевидців, що врятувалися, уважно переглянув численні кадри кінохроніки, відвідав місце катастрофи в Лейкгерсті, добре попрацював в архівах Музею Цепеліна у Фрідріхсгафені, що на півдні Німеччини. Зрештою Бейн склав остаточну версію трагічної події, а пізніше перевірив її за допомогою фізичних і хімічних експериментів.
Проаналізувавши хімічний склад матеріалу, з якого була зроблена обшивка дирижабля, Бейн з'ясував, що тканина щільно вкрита суриком (з окисом заліза), а поверх нього накладено ще п'ять шарів ацетату целюлози — для міцності і захисту каркаса від вогкості й корозії. Фахівець НАСА відразу зрозумів: цей хімічний сурогат майже ідентичний до ракетного палива. Обшивка дирижабля виготовлялася з найвогненебезпечніших речовин.
Корпус «Гінденбурга» покрили (методом напилювання) алюмінієвим порошком. Це було нововведенням — більш ранній «Граф Цепелін» мав на собі інше покриття. Бейну як спеціалісту з палива було добре відомо, що алюміній в такій формі теж чудово горить. Він попросив лабораторію матеріалознавства НАСА в Космічному центрі ім. Кеннеді провести досліди зі зразком обшивки на предмет поширення полум'я. Матеріал — навіть через 60 років — був займистим і миттєво спалахнув.
Другий тест показав, що обшивка не проводила електричного струму. На думку Бейна, це призвело до накопичення на ній статичного заряду, який міг спричинитися до спалаху, спрямовуючись в землю під час приземлення.
У третьому тесті до зразка підвели високу напругу, що мала імітувати грозові умови у вечір катастрофи. Матеріал легко загорівся і за секунди перетворився на попіл.
Підтвердження своєї версії Бейн знайшов у листі, що зберігався в Музеї Цепеліна. Його відправив 28 червня 1937 року інженер-електрик Отто Байерсдорф, який працював у компанії «Цепелін» незалежним дослідником. Він теж провів серію лабораторних тестів і дійшов висновку, що «справжньою причиною пожежі була вкрай легка займистість обшивального матеріалу під дією розрядів електростатичної природи».
Попри твердження, викладені у листі, Гуго Еккенер, президент компанії «Цепелін», продовжував вбачати «винним» у катастрофі водень. Проте, вочевидь, фахівці фірми більше повірили маловпливовому Байерсдорфу і точно знали причину загибелі «Гінденбурга». У конструкцію аналогічного дирижабля «Граф Цепелін II» терміново внесли зміни. У фарбу додали вогнетривкі компоненти, а замість горючого алюмінієвого порошку використовували безпечний бронзовий. Ймовірно, що керівництво компанії «Цепелін» приховувало справжню причину катастрофи під тиском керівників Рейху, оскільки на кону стояла репутація інноваційної німецької технології, а значить і всього Третього рейху.

### Інші версії
- «Гінденбург» було знищено вибухом міни із годинниковим механізмом. Цю міну встановив технік Ерік Шпель на дні балонету № 4. Вибух повинен був статися після причалювання, коли пасажири покинуть дирижабль. Але, оскільки «Гінденбург» виконав «зайве» коло, годинниковий механізм спрацював до їхньої висадки. Сам Шпель вистрибнув із палаючого дирижабля, але невдовзі помер у госпіталі від отриманих опіків. Цю версію висунула німецька сторона.
- Диверсія комуністів. Версію висунув Генріх Гіммлер, однак не підкріпив її доказами.
- Причина — вибух водню, яким, замість гелію, було наповнено «Гінденбург». Вважається, що Третій Рейх не міг дозволити собі стільки гелію у зв'язку із натягнутими передвоєнними стосунками з країнами Європи.

### Новий прототип
У 1938 році в Німеччині був побудований новий великий дирижабль — копія «Гінденбурга», названа «Граф Цепелін II» (LZ 130). Але цей дирижабль ніколи не літав з пасажирами, оскільки використання водню для наповнення дирижаблів заборонили, а заміна його гелієм стала економічно невиправданою.